# Sylvère Jezo
Sylvère Pascal Marie Jezo (* 10. Juli 1913 in Moustoir-Ac; † 19. Januar 1976 in Vannes) war ein französischer Radrennfahrer und nationaler Meister im Radsport.

## Sportliche Laufbahn
Jezo war im Straßenradsport aktiv. Von 1937 bis 1946 startete er als Berufsfahrer im Radsportteam Dilecta-Wolber. 1945 gewann er das Etappenrennen Boucles de l’Aulne vor Jean-Marie Goasmat. Im Circuit des Boucles de la Seine wurde er hinter Louis Gautier in jener Saison Zweiter. Im Circuit du Jura 1946 kam er auf den zweiten Rang. In den Rennen der Monumente des Radsports war der 43. Platz im Rennen Paris–Roubaix 1938 sein bestes Resultat.